# Burg Odawara
Die Burg Odawara (japanisch 小田原城, Odawara-jō) ist eine Burg in der Stadt Odawara in der Präfektur Kanagawa in Japan. Zuletzt residierten dort die Ōkubo, die mit einem Einkommen von 103.000 Koku zu den größeren Fudai-Daimyō gehörten.

## Burgherren in der Edo-Zeit
- Ab 1590 die Ōkubo mit einem Einkommen von 45.000 Koku.
- Ab 1619 ein Zweig der Abe mit 50.000 Koku.
- Ab 1632 ein Zweig der Inaba mit 85.000 Koku.
- Ab 1686 wieder ein Zweig der Ōkubo, nun mit 103.000 Koku.

## Geschichte
Die Burg soll in der Kamakura-Zeit von Dohi Tōhira (土肥遠平; † 1237) angelegt worden sein. Im Jahr 1416 wurde Ōmori Yoriharu Burgherr. Sein Sohn Fujiyori wurde jedoch 1495 von Hōjō Sōun aus der Provinz Izu abgelöst. Danach waren vier Generationen der Späteren Hōjō Herren der Burg und nahmen Teile der Kantō-Ebene in Besitz.
Die ausgedehnten Verteidigungsanlagen und Gräben erlaubten eine erfolgreiche Verteidigung gegen große Krieger wie Uesugi Kenshin und Takeda Shingen. Toyotomi Hideyoshi rückte dann mit einem Heer von 210.000 Soldaten an und nahm die Burg jedoch im Jahre 1590 nach 6 Monaten Belagerung ein, nachdem die Verteidiger tagelang debattierten (Beratung von Odawara). Hideyoshi übergab das Kantō-Gebiet an Tokugawa Ieyasu, der dafür seine alten Gebiete weiter westlich abgeben musste. Ieyasu setzte seinen wichtigen Vasallen Okubo Tadayo (大久保忠世) in Odawara ein.
Zu ihrer Entstehungszeit lag die Burg auf einer Anhöhe zwischen dem Fluss Sakawa (酒匂川, Sakawa-gawa) im Osten und dem Hayakawa (早川) im Westen. Auf einer Spitze des Hachiman-Berges (八幡山, Hachiman-yama). In der Edo-Zeit besaß die Burg neben dem zentralen Bereich, dem Hommaru, an den sich im Osten der zweite Bezirk, das Ni-no-maru; anschloss. Im Süden schlossen sich die Befestigungsbereiche, das Koya-guruwa (小屋曲輪) und das Takabuya-guruwa (鷹部屋曲輪) an. Im Südosten schützten die Bereiche Umaya-guruwa (馬屋曲輪) und Chatsubo-guruwa (茶壷曲輪) und im Norden das Benten-guruwa (弁天曲輪). 1632 und 1782 beschädigte Erdbeben die Burg.
In der Edo-Zeit gab Odawaras günstige Lage an der alten Straße Tōkaidō zwischen dem gebirgigen Hakone und der Sagami-Bucht der Burg eine besondere strategische Bedeutung. Während der Edo-Zeit kontrollierte die Burg den Tōkaidō zwischen dem Hauptsitz des Tokugawa-Shogunates in Edo und den Stationen westlich von Hakone, wie Sumpu (Shizuoka), Hamamatsu und Nagoya.
Heute ist der Burgbezirk zu einem Park umgestaltet, dem Odawarajō-ato kōen (小田原城址公園). Erhalten sind die Basis des Burgturms und die Steinmauern vom Hommaru, dem Ni-no-maru, Umaya-guruwa, Minami-guruwa. 1960 wurde der Burgturm in seiner äußeren Erscheinung aus Stahlbeton wieder errichtet. In den letzten Jahren wurden Tore, das Tokiwagi-mon (常盤木門) und das Akagane-mon (銅門), wieder hergestellt.

## Bilder

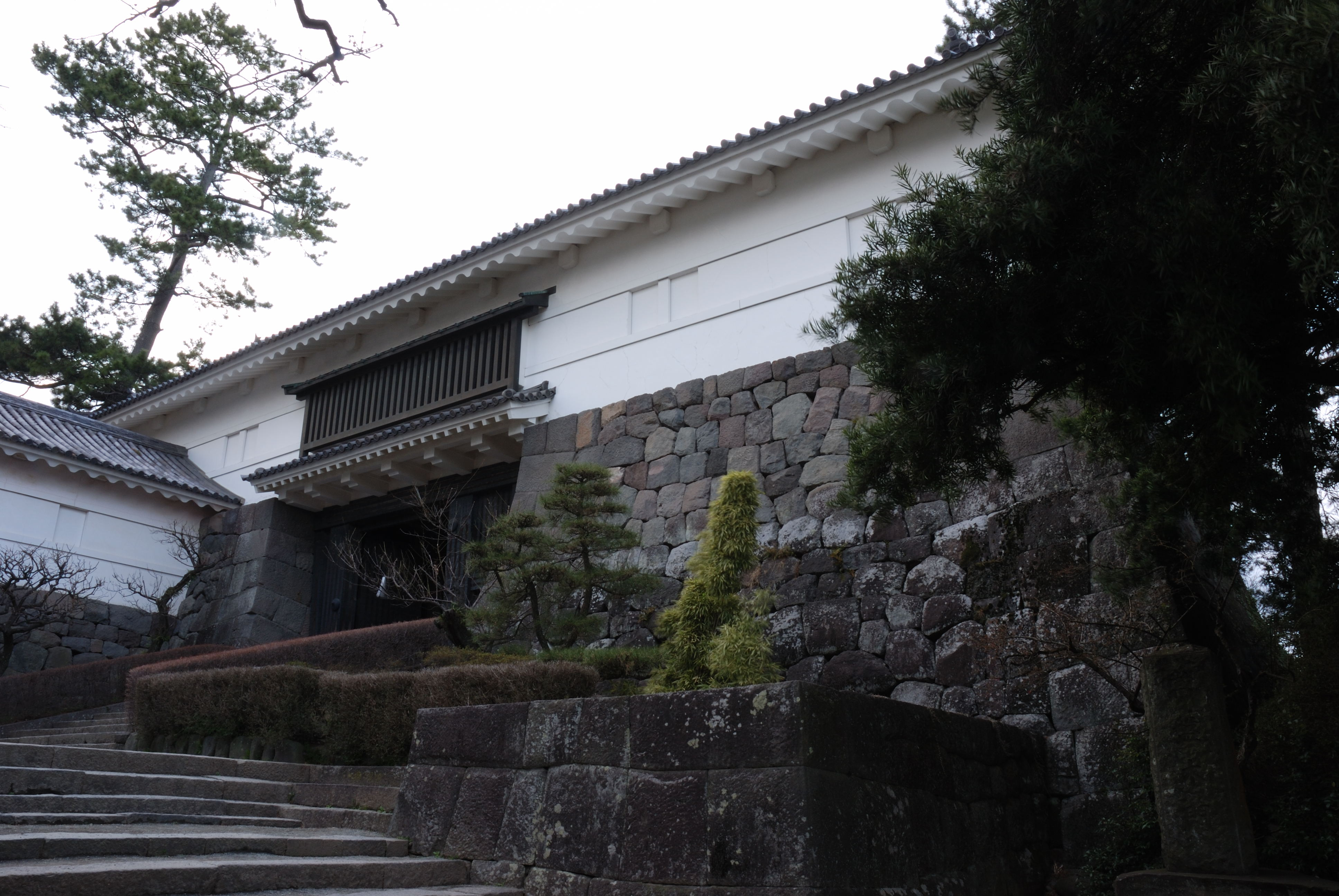
Tokiwagi-mon
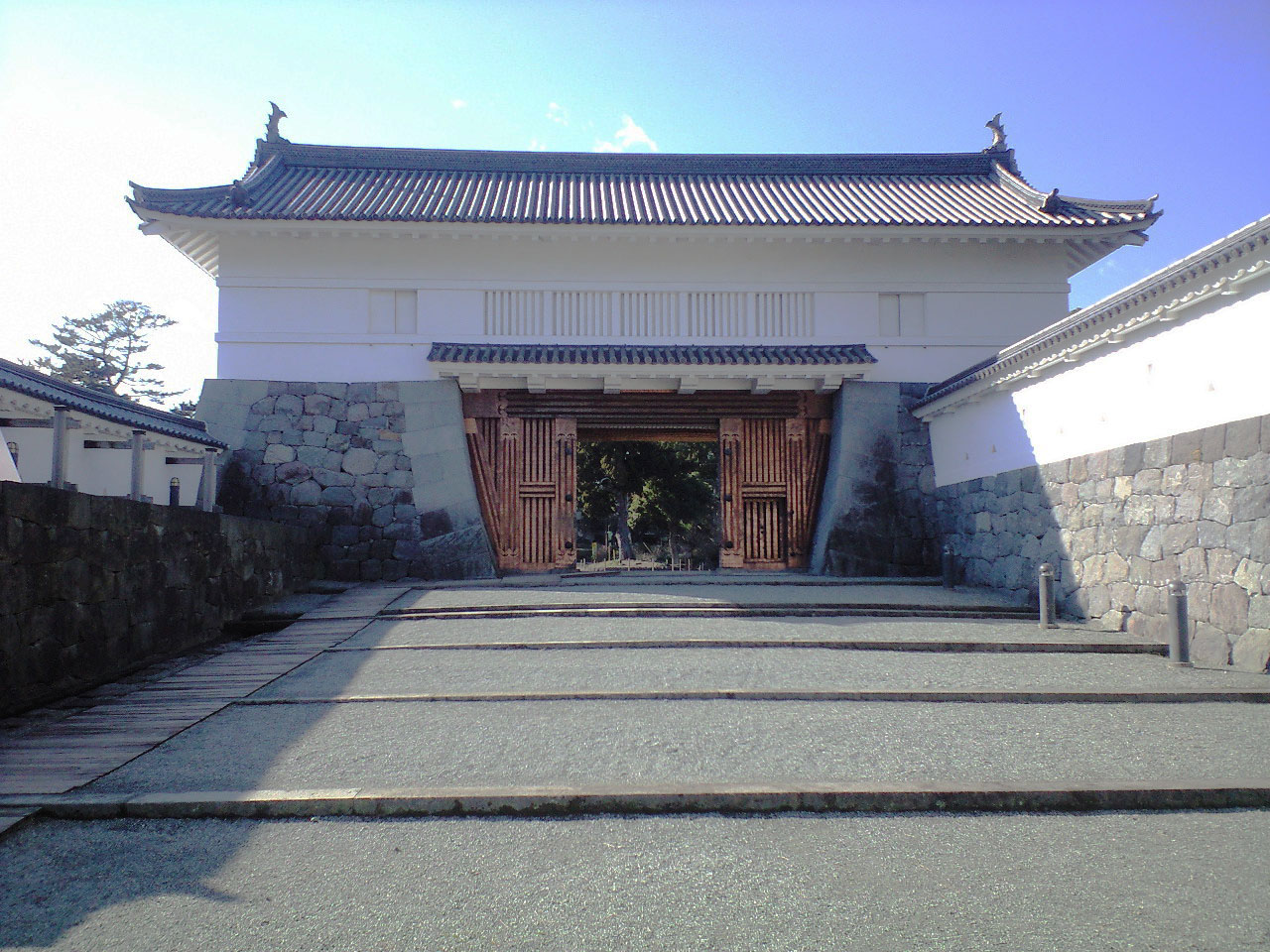
Akagane-mon
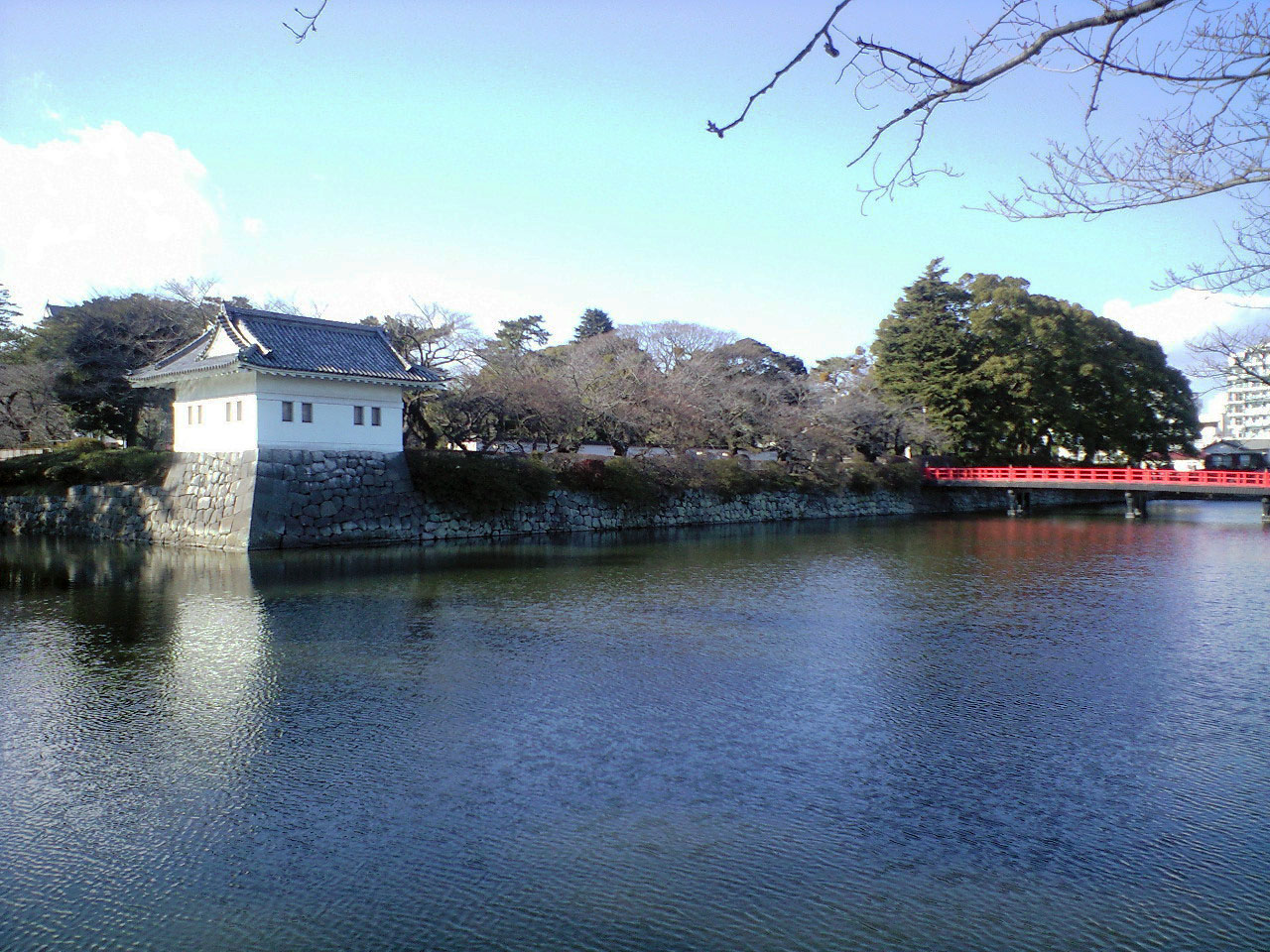
Wachturm am unteren Bezirk
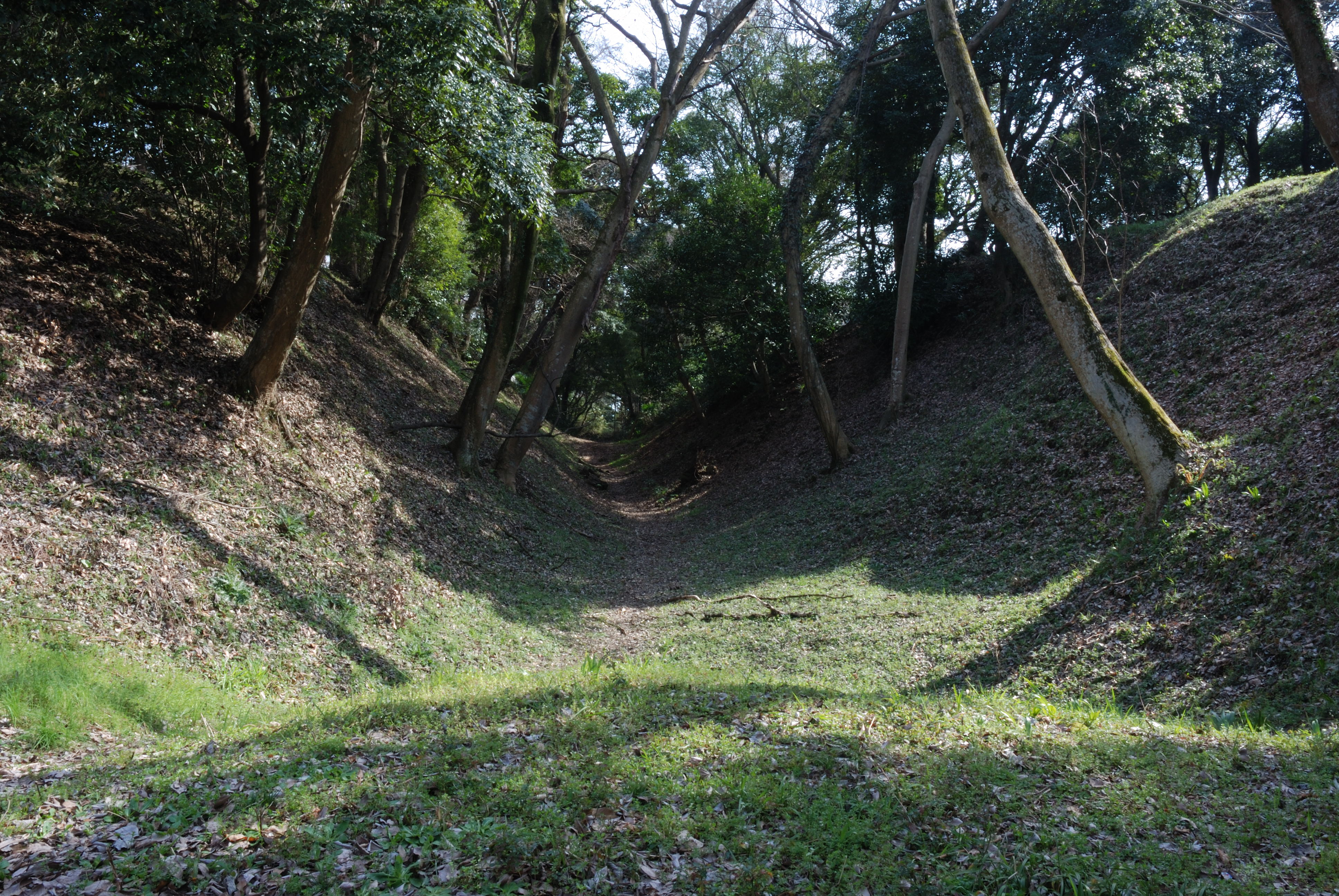
Graben-Reste